# Oligacanthorhynchus microcephala
Oligacanthorhynchus microcephala är en hakmaskart som först beskrevs av Rudolphi 1819.  Oligacanthorhynchus microcephala ingår i släktet Oligacanthorhynchus och familjen Oligacanthorhynchidae. Inga underarter finns listade i Catalogue of Life.